# Iglesia de Santa María (Paraños)
La iglesia de Santa María es un templo católico de la parroquia española de Paraños.

## Descripción
La iglesia está situada en la parroquia española de Paraños, del municipio de Covelo, perteneciente a la provincia de Pontevedra. Aparece descrita en el duodécimo volumen del Diccionario geográfico-estadístico-histórico de España y sus posesiones de Ultramar de Pascual Madoz con las siguientes palabras:

La igl. parr. (Sta. Maria) está servida por 1 cura de primer ascenso y patronato lego: el edificio es de buena arquitectura y con un bonito atrio.
(Madoz, 1849, p. 689)